# Borja Blanco Gil
Borja Blanco Gil (ur. 9 listopada 1988 w Madrycie) – hiszpański futsalista, zawodnik z pola, gracz Marca Futsal i reprezentacji Hiszpanii.

## Sukcesy

### Klubowe
- Puchar Hiszpanii: 2009
- Superpuchar Hiszpanii: 2009

### Reprezentacyjne
- Mistrzostwo Europy: 2007, 2010, 2012
- Mistrzostwo Europy U-21: 2005